# 歡樂音樂妙無窮
《歡樂音樂妙無窮》（英語：The Music Man），是梅勒迪斯·威爾森創作的一部音樂劇，具有書籍、音樂和歌詞，係根據威爾森和富蘭克林·萊西）共同創作的故事改編而成。情節涉及騙子哈羅德·希爾（Harold Hill），他是男孩樂隊的組織者和領導者，向天真的中西部城鎮居民出售樂隊的樂器和制服，並承諾培訓新樂隊成員。但是，哈羅德並非音樂家，因此準備不舉辦任何音樂課程就離開城鎮。一板一眼的圖書館管理員和鋼琴老師瑪莉安（Marian）識破了他，但是當哈羅德幫助她的弟弟克服了自己的口齒不清和社交尷尬時，瑪莉安開始墜入愛河。哈羅德冒著危險贏得她的芳心。
1957年，該節目在百老匯大受歡迎，贏得了包括最佳音樂劇在內的五個托尼獎，並參加了1,375場演出。這張專輯獲得了首屆格萊美最佳音樂劇專輯獎，並在《告示牌》排行榜上盤據了245週。該節目的成功帶動了復興，包括長期的2000年百老匯重新上演、1962年流行的電影改編作品和2003年的電視改編作品。它經常由專業和業餘劇院公司製作。

## 劇情概要

### 第一幕
時為1912年初夏，在一列駛離伊利諾州羅克艾蘭的火車上，查理·寇威爾和其他旅行的推銷員陷入一場針對消費者信用熱烈的爭辯（歌曲：洛克島）。交談中話鋒一轉話題轉到：一個人稱哈洛德·希爾「教授」的騙子， 他的騙術是騙小孩的父母親他可以教會他們沒音樂細胞的小孩彈奏樂器。以會成立一個樂團為前提，他接受樂器和制服的訂單。但是一旦樂器和制服送達，錢也付清他就一溜煙落跑，沒有成立樂團。火車抵達愛荷華州河流市，一位陌生人站出來，並宣稱：「紳士們，你們激勵了我，我想我勢必給愛荷華州一個嘗試。」他拿起他的手提箱下了火車，手提箱上面清楚標示著「哈洛德·希爾教授」。
河流市的市民描述他們含蓄內斂的「心存芥蒂，忿恨不平」態度（歌曲：愛荷華頑固）。哈洛德遇見他的老朋友馬薛勒斯·沃許本，他已經「從良」現定居在城裡。馬薛勒斯告訴哈洛德有位圖書館員叫瑪莉安·巴魯，在教鋼琴課，是城裡唯一訓練有素的音樂家。他也通知希爾一張新的撞球桌剛送到當地的撞球場，他正好可以一展鴻圖。哈洛德說服河流市的家長們那張撞球桌會招惹「麻煩」（歌曲：恁有麻煩了）。哈洛德跟隨瑪莉安回家，試圖勾引她，但她不為所動。瑪莉安在家裡教一個名叫阿瑪瑞莉絲的小女孩一堂鋼琴課，一邊還跟她的寡母爭辯她對事關男人之處的高標準，還說到尾隨她回家的那個男人（歌曲：鋼琴課/如果你不介意我這麼說）。瑪莉安的忸怩不安、口齒不清的十歲弟弟溫斯洛回到家來。阿瑪瑞莉絲暗戀溫斯洛但總是嘲笑他的口齒不清，問瑪莉安面對夜晚星辰她該向誰道晚安，因為她尚未有甜心愛人。瑪莉安告訴她就向她的「某人」說晚安即可（歌曲：晚安，我的某人）
隔天是美國獨立日，辛市長在他自以為是的老婆尤菈莉·麥克凱克尼·辛協助下於高中體育館主持早晨的慶典活動（愛國歌曲：哥倫比亞，海洋的珍寶）。在來自城裡貧民區的男童湯米·吉拉斯點燃一根炮竹之後，把典禮打斷，哈洛德站上講台並向市民們宣布他要成立一個男生樂團來防止因撞球桌引起的「罪惡與腐化」（歌曲：恁有麻煩了［重覆］/七十六支長號）。那間撞球場是辛市長開的，他告訴小事爭吵不已的學校董事會取得哈洛德的資格認證，但是哈洛德以理髮廳四重唱的方式教他們唱歌來讓他們分心（歌曲：真心誠意）。哈洛德也撮合市長的大女兒潔妮塔認識湯米，並說服湯米做他的助手。被瑪莉安再次拒絕之後，哈洛德決心要贏得她的芳心，他告訴馬薛勒斯她是他的真命天女（歌曲：更悲傷但更聰慧的女孩）。城裡的女士們對哈洛德計劃要成立的樂團以及女士舞蹈委員會感到非常興奮。他提到瑪莉安，她們對他吐槽（其實是假的）她跟已故的老吝嗇鬼富豪麥迪遜有段不倫關係，富豪留給城市一座圖書館，卻把所有的圖書留給她。她們也警告哈洛德她提倡那些「喬叟、拉伯雷、巴爾扎克」著作的「淫書」（歌曲：挑一些些，講一些些）。學校董事會抵達要檢視哈洛德的資格認證，但是他引領他們唱歌趁機溜走（歌曲：晚安，女士們）。
翌日哈洛德走進圖書館，但瑪莉安再次不甩他。他宣告對她的孤戀情，帶領圖書館裡的青少年跳起舞來（歌曲：圖書館員瑪莉安）。一時瑪莉安忘卻她的體統隨著哈洛德起舞。他吻了她，她試圖甩他耳光。他閃躲，而湯米代受被她打到。在湯米的協助下，哈洛德把城裡所有的男孩都簽下合約加入他的樂團，包括溫斯洛。巴魯太太喜歡哈洛德且很想知道為何瑪莉安不理不睬。瑪莉安描述她理想中的男人（歌曲：我的白馬王子）。她嘗試把她在印地安那州教育期刊中找到對哈洛德不利的證據交給辛市長，但他們被打岔了，因富國集團貨運馬車的到達，載來樂團的樂器（歌曲：富國銀行馬車）。當溫斯洛因太高興他的新短號以致於忘記羞怯和忸怩不安，瑪莉安開始對哈洛德刮目相看。她從期刊撕掉入罪的那頁，再把期刊交給辛市長。

### 第二幕
為了冰淇淋社交派對，女士們在學校體育館排練他們的古典舞蹈，而學校董事會則練習他們的四重唱（歌曲：是你）。馬薛勒斯以及城裡的青少年打斷女士們的練習，當他們跳舞就接管了體育館（歌曲：喜僕匹）。哈洛德抓了瑪莉安與他共舞，而所有青少年也一起加入。關於溫斯洛的短號，瑪莉安後來質疑哈洛德對於他的宣稱「你不需煩惱那些音符」。他解釋說這就是他說的「思考系統」並安排拜訪瑪莉安來討論它。城裡的女士們邀請瑪莉安加入她們的舞蹈委員會，因為她上回跟希爾教授「深情款款跳喜僕匹舞」（歌曲：挑一些些，講一些些［重覆］）。她們對她的書籍已經翻轉觀念而且急切地告訴她「教授叫我們要閱讀那些書本而我們簡直喜愛崇敬它們全部。」
那晚學校董事會又試圖取得哈洛德的證照，但他又引誘他們唱歌而趁亂溜走（歌曲：萊妲蘿絲）。同時瑪莉安正坐在她家前廊上想著哈洛德（歌曲：我該跟你告白嗎？）溫斯洛在跟哈洛德廝混一會後回到家裡，告訴瑪莉安和巴魯太太有關哈洛德的故鄉事（歌曲：加里，印第安納州）。當瑪莉安獨自等待哈洛德時，旅行的推銷員查理·寇威爾帶著不利哈洛德的證據進來，想要向辛市長揭發。在他的火車要出發前他只有短短幾分鐘的時間卻放下一切跑來跟瑪莉安調情。她試著虛與委蛇拖延他讓他沒有時間傳遞證據，甚至最後還吻了他。當火車鳴笛響她把他推送走了。查理氣急敗壞地告訴瑪莉安說哈洛德在伊利諾州的每個郡都有一個女人，而且他是從每一個那裡確認消息的—那足足有102個郡哪！
哈洛德到達，而在他提醒瑪莉安他已聽到對她的不實謠言後，她確信查理告訴她的每件事情都是捏造的。他們約好在人行天橋碰面，在那裡瑪莉安告訴他，在她的生命中他已經造成的不同（歌曲：直到有了你）。馬薛勒斯打岔告訴哈洛德制服已經送到。他催促哈洛德拿了錢快落跑，但哈洛德拒絕離開，堅持道「我已步步高陞，沒有佣金我不會辭職。」他回到瑪莉安身邊，瑪莉安告訴他她早在他到達三天之後就已知道他是騙子。（哈洛德先前聲稱在1905年畢業於加里音樂學院，但是印地安納州的加里直到1906年才成立。）因為她愛他，她給了他從印地安納州教育期刊取下來入罪的那一頁。她離開，承諾待會兒在社交聚會時相見。在他的男生樂團計劃下瑪莉安進行的甚至比計劃的還要好。哈洛德信心滿滿地唱著「七十六支長號」。當無意間聽到瑪莉安在唱「晚安，我的某人」哈洛德突然意識到他已經愛上瑪莉安；他和瑪莉安互唱一小段彼此的歌。
此刻查理寇威爾沒趕上他的火車，抵達冰淇淋社交派對並宣布哈洛德希爾是詐欺犯。城市居民開始熱烈搜索哈洛德。溫斯洛傷心欲絕而告訴哈洛德他希望哈洛德從來沒有來過河流市。但是瑪莉安告訴溫斯洛她相信哈洛德說過的每件事情，因為那夏天城裡的小孩說的做的都如願成真。她與溫斯洛催促哈洛德快逃。他選擇留下來並且告訴瑪莉安他從來沒有真正戀愛過直到遇見了她（歌曲：直到有了你［重覆］）。警員就把哈洛德上銬帶走。
辛市長在高中體育館主持會議決定要把哈洛德如何處置，他問到：「樂團在哪裡？樂團在哪裡？」瑪莉安替哈洛德辯解。湯米以主要鼓手的身份進場，後面跟著穿著制服帶著他們的樂器的孩子們。瑪莉安催促哈洛德指揮河流市男生樂團演奏貝多芬的G大調小步舞曲。儘管男孩們的音樂能力有限，在觀眾席的父母親們看見他們家小孩演奏音樂仍然欣喜若狂。連辛市長也被說服了，而且因為市民們的快樂，哈洛德當場立即獲釋投入瑪莉安的懷抱。（劇終）